# Miquel Arcàngel Fargas i Roca
Miquel Arcàngel Fargas i Roca (Castellterçol, Vallès Oriental, 1858 - Barcelona, 1916) va ser un metge i polític català.
Va ser catedràtic d'obstetrícia i ginecologia a la Facultat de Medicina de la Universitat de Barcelona des del 1893. Fou també un dels fundadors de la Unió Regionalista (1900) i de la Lliga Regionalista (1901), resultat de la fusió de la Unió Regionalista i el Centre Nacional Català, de la qual fou vicepresident. El 1911 va ser un dels membres fundadors de la Secció de Ciències de l'Institut d'Estudis Catalans de la qual fou el primer president fins a la seva mort. El 1913 fou el president del Primer Congrés de Metges de Llengua Catalana. Del 1914 al 1916 fou senador per la circumscripció de Barcelona.'